# カニエ空港
カニエ空港（カニエくうこう、英語: Kanye Airport）は、ボツワナ共和国南部サザン地区の州都・カニエに位置する空港。滑走路は街から南に5kmの地点にある。